# Louis-René des Forêts
Louis-René des Forêts (Paris, 28 de janeiro de 1918 - Paris, 30 de dezembro de 2000) foi um escritor francês, autor de uma obra literária relativamente restrita, que incluí as novelas Le Bavard (O Tagarela) e os fragmentos autobiográficos de Ostinato. Foi reconhecido por escritores e críticos como Yves Bonnefoy, Maurice Blanchot e Georges Bataille, como um dos autores franceses mais importantes do século XX.

## Livros publicados
- Les Mendiants (romance), Gallimard, 1943, « édition définitive », 1986.
- Le Bavard (narrativa), Gallimard, 1946, L'Imaginaire 1979. Tradução brasileira: O tagarela, trad. de Pablo Simpson. São Paulo: Editora Carambaia, 2023.
- La Chambre des enfants (narrativas), Gallimard, 1960; L'Imaginaire,1983.
- Un malade en forêt, Gallimard, 1960 (in La Chambre des enfants); Fata Morgana, 1985.
- Les Mégères de la mer (poema), Mercure de France, 1967.
- Voies et détours de la fiction (ensaio), Fata Morgana, 1985.
- Le Malheur au Lido (narrativa), Fata Morgana, 1987.
- Poèmes de Samuel Wood (poema), Fata Morgana, 1988.
- Face à l'immémorable (fragmentos), Fata Morgana, 1993.
- Ostinato (fragmentos autobiográficos), Mercure de France, 1997.
- Pas à pas jusqu'au dernier, Mercure de France, 2001.